# アルバトロス・クラブ
アルバトロス・クラブ（英: The Albatross Club）は、1989年に設立されたNPO団体。
人と自然とモノの関係性について関心を持ち、その関係性をより豊かなものとするための社会的活動を行っている人たちのサロンとして、交流と活動の場を提供している。

## 概要
様々なフィールドで環境活動や自然体験活動を行っている人たちが相互に支援し合えるネットワークとして、1989年5月に兵庫県芦屋市で設立されたNPO団体（環境活動支援ネットワーク）。
クラブの目的は「人と自然とモノの関係性について関心を持ち、その関係性をより豊かなものとするための社会的活動を行っている人たちのサロンとして、交流と活動の場を提供すること」。
代表者は、1989年から2002年までは拓海広志（海洋・海事ライター）、2002年以降は高橋素晴（環境活動家）が務めたが、2014年より再び拓海が代表となっている。メンバー数は約400名。
1994年には、同クラブの有志数名によって結成されたプロジェクトチームの支援により、ミクロネシアのヤップ島において伝統的帆走カヌー「ムソウマル」が建造され、かつて同島とパラオ諸島の間で行われていた石貨交易航海の再現プロジェクトが実施された。その際の船長はサタワル島出身のマウ・ピアイルックが務めた。